# Ruta del incienso

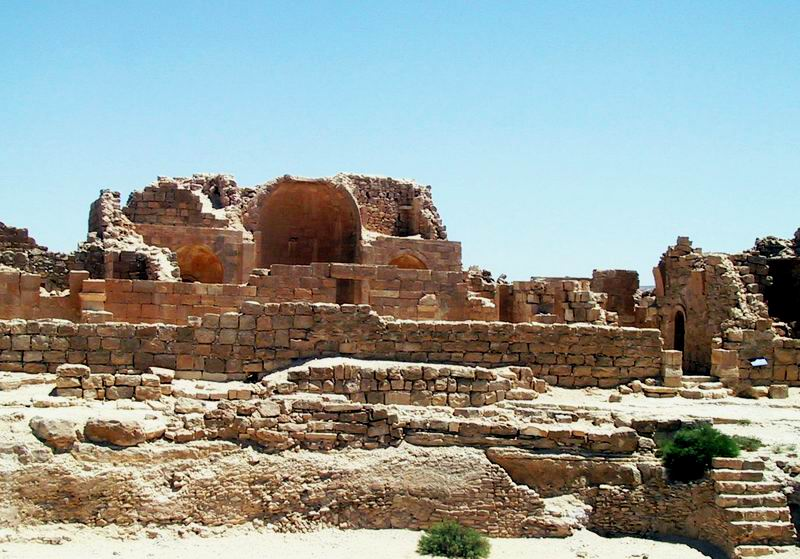
Las ciudades del desierto en Negev estaban enlazadas con el mar Mediterráneo por las rutas antiguas del incienso y la ruta de las especias.

La ruta del incienso o el camino del incienso es el nombre con el que se conoce a una serie de antiguas rutas comerciales de gran importancia que iban a lo largo de Egipto e India a través de Arabia. El comercio de incienso se trasladaba de Arabia meridional al mar Mediterráneo y floreció entre el siglo III a. C. y el siglo II d. C. La ruta del incienso servía como un canal para el comercio de bienes tales como el olíbano y mirra arábiga; especias indias, ébano, seda y textiles finos; y lanas raras, plumas, pieles de animales y oro de África Oriental.

## Historia temprana

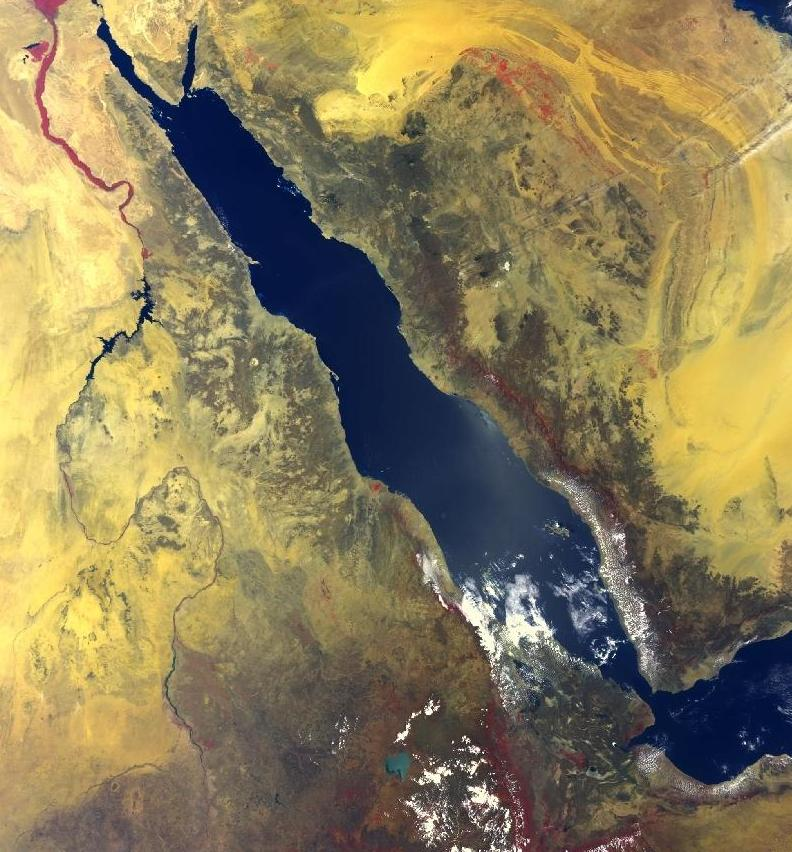
El comercio de incienso, que conectaba a Egipto con las tierras productoras de incienso, dependía fuertemente de la navegación a lo largo del mar Rojo.

Los egipcios habían comerciado en el mar Rojo, importando especias de Punt y Arabia. Los productos indios eran traídos en embarcaciones árabes a Adén. Las "naves de Tarshish", una flota de Tiro equipada en Ezion Geber, realizaban varios viajes al este para traer oro, plata, marfil y piedras preciosas. Estos productos eran enviados al puerto de Ofir.
Según Himanshu Prabha Ray (2003):

En la Antigüedad, parecería que Arabia del Sur y el Cuerno de África eran los mayores proveedores de incienso, mientras que en tiempos modernos el centro comercial para el comercio  ha sido Adén y Omán. Textos rituales tempranos de Egipto muestran que el incienso estaba siendo traído del Alto Nilo por comerciantes, pero quizás la evidencia más espectacular de este comercio la proveen los frescos fechados en torno a 1500 a. C. en las paredes del templo de Tebas, los cuales conmemoraban la travesía de una flota que la Reina de Egipto había enviado al territorio de Punt. Cinco navíos son representados en estos relieves, amontonados con tesoros y uno de ellos mostrando treinta y un pequeños árboles de incienso en tubos que eran traídos a bordo... El Periplo por la Mar Eritrea y otros textos griegos se refieren a varios sitios costeros en el Cuerno de África, Arabia del Sur e India involucrados con el comercio de olíbano, mirra, cassia, bdellium y una serie de resinas gomeros denominadas "duaka" y "kankamon" y  "mok rotu".

## Rutas terrestres

La economía del reino de Qataban (celeste) estaba basada en el cultivo y comercio de especias y plantas aromáticas, incluyendo el olíbano y la mirra. Estos eran exportados al Mediterráneo, India y Abisinia, donde eran muchas preciadas por muchas culturas, usando camellos en rutas a través de Arabia y por mar a la India.

Entre los puntos importantes de comercio de la ruta del incienso estaba Gerrha que el historiador Estrabón informa haber sido encontrada por exiliados de Babilonia como una colonia caldea. Gerrha ejerció influencia sobre las rutas comerciales del incienso de Arabia al Mediterráneo y controlaba el comercio de aromáticos a Babilonia en el siglo I a. C. Gerrha fue uno de los puertos de entrada importantes para productos enviados desde la India.
Debido a su posición prominente en el comercio de incienso, Yemen atrajo a pobladores del Creciente Fértil. Los árboles de francoincienso y mirra fueron cruciales para la economía de Yemen y eran vistos como una fuente de riqueza por sus gobernantes.
Los documentos asirios indican que Tiglatpileser III avanzó de Fenicia a Gaza. Con el tiempo, Gaza fue saqueada y el gobernante de Gaza escapó a Egipto, pero más tarde continuó actuando como un administrador vasallo. El motivo detrás del ataque era ganar el control del comercio de incienso de Arabia del Sur que había prosperado a lo largo de la región.
I. E. S. Edwards vincula la guerra siro-efraínica con el deseo de los israelitas y los arameos de controlar el extremo norte de la ruta del incienso, que corría desde Arabia del Sur y podía ser intervenida al apoderarse de Transjordania. Las inscripciones arqueológicas también hablan del botín cobrado por el territorio de los mu-u-na-a-a, posiblemente los "meunitas" mencionados en el Antiguo Testamento. Algunos académicos identifican este grupo como los minaeanos de Arabia del Sur que estuvieron involucrados con el comercio de incienso y ocuparon los puestos comerciales de avanzada en el norte de la ruta del incienso.
Las plantas aromáticas de Dhofar y productos de lujo de India otorgaban riqueza a los reyes de Arabia. Desde Dhofar, se enviaban aromáticas desde el puerto natural de Khor Rori hacia la costa occidental inhóspita de Arabia del Sur. Las caravanas cargaban sus productos al norte de Shabwah y desde ahí se dirigían hacia los reinos de Qataban, Saba, Ma'in, Palestina hasta Gaza. Los peajes recaudados por los propietarios de los pozos y de otras instalaciones se añadían al costo global de estos bienes de lujo.

## Grecia y Roma evitan las rutas terrestres

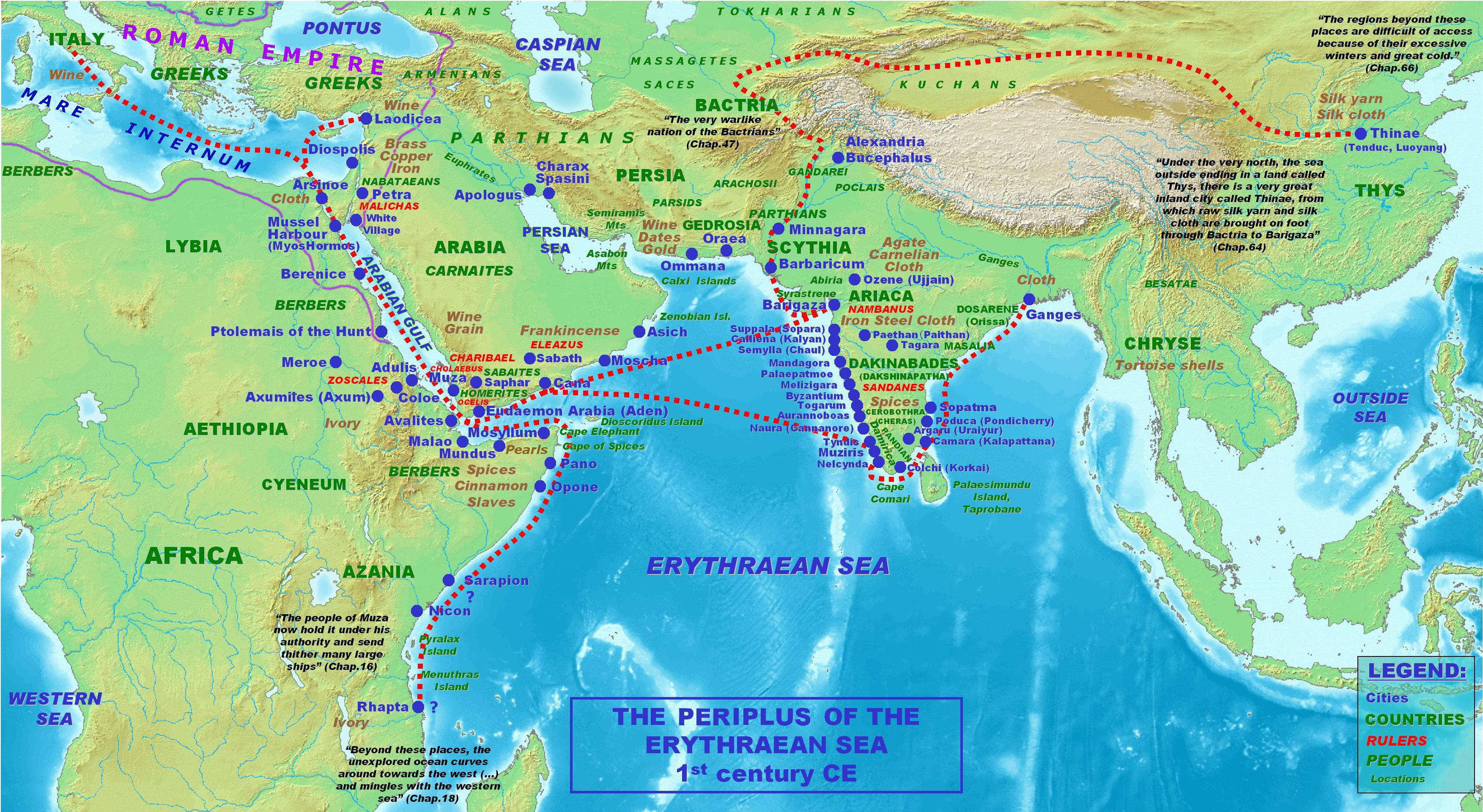
Las rutas comerciales marítimas de Roma con India, según el Periplo por la Mar Eritrea del. Los romanos evitaron la ruta terrestre en favor de la ruta marítima más rápida y segura.

Los nabateos tomaron Petra que quedaba a mitad de camino entre la entrada al golfo de Aqaba y el mar Muerto en un momento en que la ruta del incienso de Arabia a Damasco era cruzada por la ruta terrestre de India a Egipto. Esta posición dio a los nabateos el control sobre el comercio a lo largo de la ruta del incienso. Para liberar la ruta del incienso del control nabateo, se emprendieron expediciones militares sin éxito, por Antígono I Monóftalmos, emperador de Siria y Palestina. El control nabateo sobre el comercio se incrementó y diseminó en muchas direcciones. El reemplazo de Grecia por el Imperio romano como administrador del Mediterráneo llevó a la reanudación del comercio directo con el este y a la eliminación de los impuestos extraídos previamente por los intermediarios del sur. Según Milo Kearney (2003), «en protesta, los árabes del sur llevaron a cabo ataques piratas sobre las naves romanas en el golfo de Adén. En respuesta a ello, los romanos destruyeron Adén y favorecieron la costa oeste de Abisinia del mar Rojo». El monopolio de los intermediarios se debilitó con el desarrollo del comercio, forzando a los intermediarios partos y árabes a ajustar sus precios para poder competir en el mercado romano con los productos que eran llevados por una ruta marítima directa desde la India. Las naves indias navegaban a Egipto dado que las rutas marítimas del sur de Asia no estaba bajo el control de una única potencia.
Según The Cambridge History of Africa (1975):

El comercio con Arabia e India de incienso y especias se volvió crecientemente importante y los griegos por primera vez empezaron a comerciar directamente con India. El descubrimiento, o redescubrimiento, de la ruta marítima a India es atribuida a cierto Eudoxo de Cícico, quien fue enviado para cumplir este propósito hacia finales del reinado de Ptolomeo VIII (fallecido en 115 a. C.). Eudoxos realizó dos viajes a la India y, habiéndose peleado con sus empleadores ptolemaicos, pereció en un intento infructuoso por abrir una ruta marítima alternativa a India, libre del control ptolemaico, navegando alrededor de África. El establecimiento de contactos directos entre Egipto e India fue posible probablemente por el debilitamiento del poder árabe en este periodo, por  el colapso del reino sabaeo del suroeste de Arabia y su reemplazo por el reino Himyarita alrededor de 115 a. C.. Las importaciones a Egipto de canela y otras especias orientales, tales como la pimienta, se incrementaron sustancialmente, aunque el comercio en el océano Índico permaneció por el momento en una escala bastante pequeña, no más de veinte naves egipcias se aventuran fuera del mar Rojo cada año.

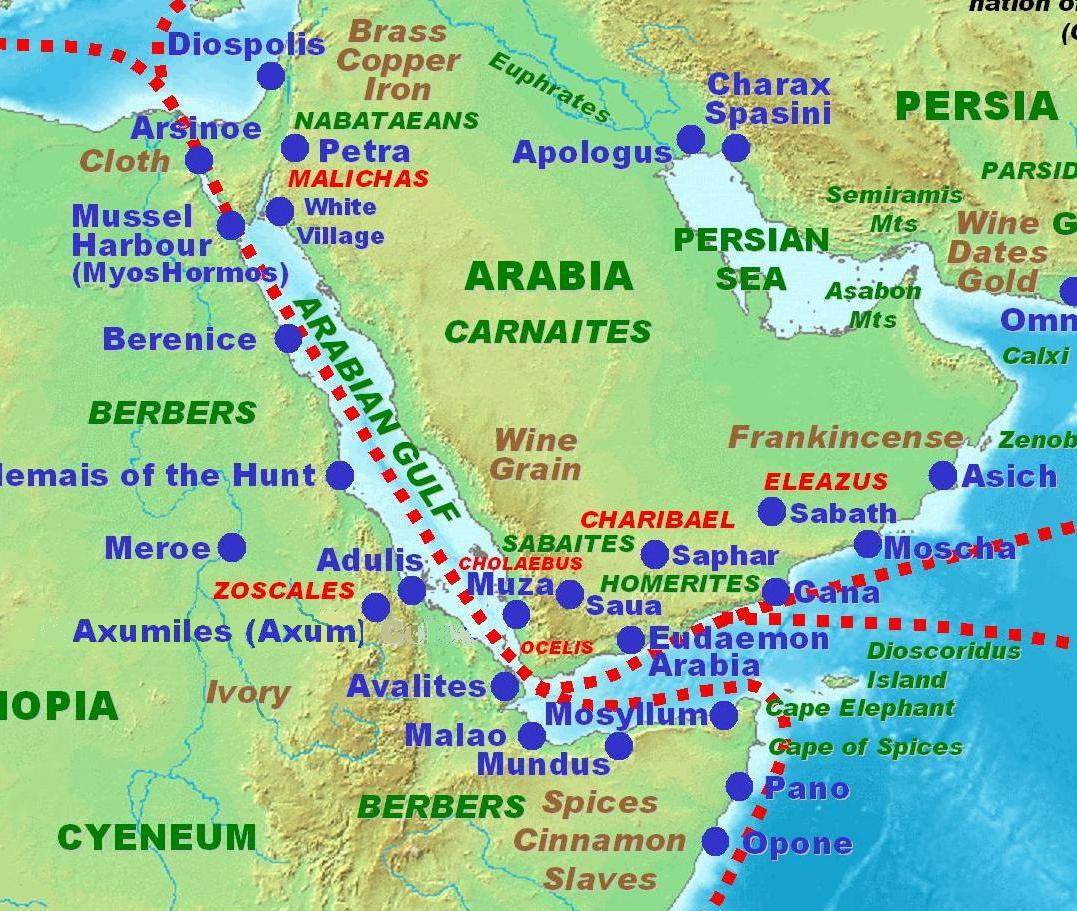
Áreas alrededor de la península arábiga, según el Periplo por la Mar Eritrea.

El comercio romano con India fue incrementándose y, según Estrabón (II.5.12.):

Cuando Cornelius Gallus fue prefecto de Egipto, lo acompañé y ascendimos el Nilo tan lejos como hasta Asuán y las fronteras del Reino de Aksum, y aprendí que tantos como ciento y veinte naves estaban navegando de Myos Hormos a India, mientras que bajo los ptolemaicos solo unos pocos se aventuraban a emprender el viaje y cargar mercadería india.

## Declive
Según Young (2001):

El siglo tercero parecería ser un momento significativo en la historia del comercio de incienso en Arabia. Durante la crisis política y económica de ese siglo, la naturaleza del comercio cambió dramáticamente; antes de esta época la ruta del incienso de Arabia del Sur parecía haber continuado en funcionamiento. Mucho de este tráfico parecía haber sido detenido por las pobres condiciones económicos del siglo tercero; sin embargo, cuando la situación económica mejoró nuevamente bajo la Tetrarquía, muchas cosas habían cambiado. Para esta época, las dos rutas principales en uso parecían haber sido el Wadi Sirhan, ahora comerciando con lo que anteriormente habría pasado por Palmira y Aila, recibiendo productos de India y Arabia que antes se habían ido a los puertos egipcios del mar Rojo.

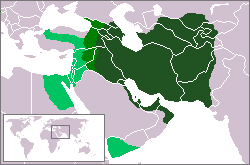
Verde: Imperio sasánida de 602 a 629, Golpes: Bajo control militar sasánida.

El declive del intenso comercio hizo que Yemen tomara la exportación del café vía el puerto del mar Rojo de al-Mocha.

Egipto bajo el mandato de los Califas bien guiados.
Profeta Mahoma, 622-632
Califato patriarcal, 632-661
Califato Umayyad, 661-750

Después de las Guerras Romano-Sasánidas, las áreas bajo el Imperio bizantino romano fueron capturadas por Cosroes I de la dinastía persa sasánida. Los árabes, comandados por Amr ibn al-As cruzaron hacia Egipto a fines de 639 o principios de 640 d. C. Este avance marcó el principio de la conquista musulmana de Egipto, así como la caída de puertos como Alejandría, usados para asegurar el comercio con India por el mundo grecorromano desde la dinastía Ptolemaica. Finalmente, los turcos otomanos conquistaron Constantinopla en el siglo XV, marcando el inicio del control turco sobre las rutas comerciales más directas entre Europa y Asia.

## Estatus actual

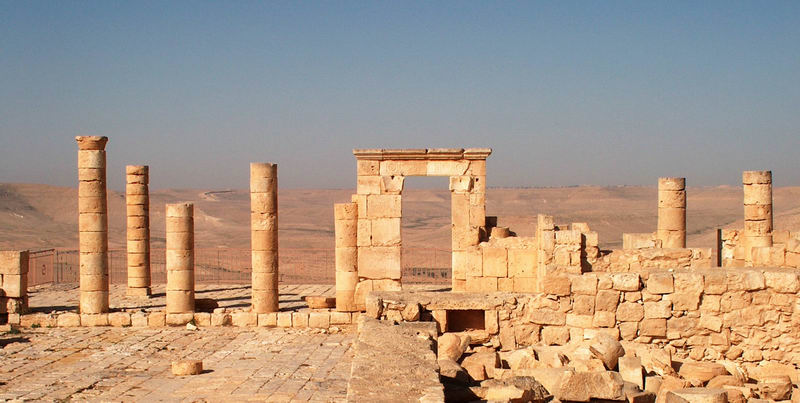
Avdat: vista desde la parte superior de Tell Avdat a la foto de Negev por Uri Juda

La reunión del Comité del Patrimonio de la Humanidad de la  Unesco del 27 de noviembre de 2000 en Cairns, Australia otorgó el estatus de Patrimonio de la Humanidad a la Tierra del incienso en Omán. Asimismo, el Comité del Patrimonio de la Humanidad, encabezado por Themba Wakashe, registró en la lista de Patrimonio de la Humanidad a las ciudades del desierto del Néguev en la ruta del incienso el 15 de julio de 2005.